# Соломін Анатолій Васильович
Анатолій Васильович Соломин (2 липня 1952, Комаровка, Пензенська область) — радянський легкоатлет, спеціаліст зі спортивної ходьби. Виступав за збірну СРСР з легкої атлетики в 1973—1986 роках, володар бронзової медалі чемпіонату Європи, чемпіон Європи в приміщенні, переможець Кубка світу в командному заліку, багаторазовий переможець і призер першостей всесоюзного значення, колишній рекордсмен світу в ходьбі на 20 км. Майстер спорту СРСР міжнародного класу. Тренер зі спортивної ходьби.

## Біографія
Анатолій Соломін народився 2 липня 1952 року в селі Комаровка Пензенської області.
Почав займатися спортивною ходьбою у 1968 році, проходив підготовку у місті Петровську Саратовської області під керівництвом тренерів Н. Н. Майорова та В. Д. Лутохіна. Представляв Збройні сили та добровільне спортивне товариство «Авангард» (Київ). Був підопічним заслуженого тренера України Бориса Олександровича Яковлєва.
Вперше заявив про себе на міжнародному рівні в сезоні 1973 року, коли увійшов до складу радянської збірної та виступив на Кубку світу зі спортивної ходьби в Лугано, де, хоч і зійшов з дистанції 20 км, разом зі своїми співвітчизниками став срібним призером у загальному заліку (Кубок Луга).
У 1977 році виграв срібну медаль у ходьбі на 10 000 метрів на зимовому чемпіонаті СРСР у Мінську, тоді як у ходьбі на 20 км здобув перемогу на літньому чемпіонаті СРСР у Москві та став восьмим на Кубку світу в Мілтон-Кінс.
У березні 1978 року отримав срібло у дисципліні 10 000 метрів на зимовому чемпіонаті СРСР у Москві, а у липні на змаганнях у Вільнюсі встановив світовий рекорд на дистанції 20 км — 1:23.30. У серпні виборов бронзову нагороду на чемпіонаті Європи в Празі — тут східнонімецький ходок Роланд Візер перевершив його рекорд на 18 секунд.
У 1979 році в дисципліні 20 км став срібним призером на чемпіонаті країни в рамках VII літньої Спартакіади народів СРСР, тоді як на Кубку світу в Ешборні був четвертим і другим в особистому та командному заліках відповідно.
Завдяки низці вдалих виступів отримав право захищати честь країни на літніх Олімпійських іграх 1980 року в Москві, претендував на перемогу у 20-кілометровій гонці, але буквально за 500 метрів до фінішу отримав третє попередження і був дискваліфікований. Це спричинило великий скандал у Спорткомітеті СРСР, оскільки останнє попередження спортсмену виніс радянський арбітр Микола Смага. Висловлювалися припущення, що Смага, який на той час очолював збірну України, зробив це з корисливих мотивів — він прагнув отримати звання заслуженого тренера і тому вирішив усунути учня тренера-конкурента. Також цього сезону Соломін виграв бронзову медаль у ходьбі на 20 000 метрів на чемпіонаті СРСР у Донецьку.
У 1981 році переміг у ходьбі на 20 км на чемпіонаті країни, що пройшов у рамках Меморіалу братів Знаменських. На Кубку світу у Валенсії посів сьоме місце в особистому заліку та допоміг своїм співвітчизникам стати срібними призерами у командному Кубку Лугано.
У 1983 році на чемпіонаті Європи в приміщенні в Будапешті перевершив усіх суперників у ходьбі на 5000 метрів, яка була представлена тут як демонстраційна дисципліна. На Кубку світу у Бергені з рекордом СРСР 1:19.43 став третім в особистому заліку 20 км та переміг у загальному командному заліку.
У 1984 році отримав срібло на чемпіонаті СРСР у Сочі. Розглядався як кандидат на участь в Олімпійських іграх 1984 року в Лос-Анджелесі, проте Радянський Союз разом із кількома іншими країнами східного блоку бойкотував ці змагання з політичних причин. Натомість Соломін виступив на альтернативному турнірі «Дружба-84» у Москві, де у ходьбі на 20 км став срібним призером.
У 1986 році на Іграх доброї волі у Москві зійшов з дистанції у ходьбі на 20 км.
Завершив спортивну кар'єру після закінчення сезону 1988.
Згодом виявив себе як тренер та педагог, працював тренером у Київській обласній школі вищої спортивної майстерності у Броварах. Підготував низку ходоків світового рівня, серед яких його вихованці — переможець Кубка світу Віталій Попович та срібна призерка чемпіонату Європи Аліна Цвілій. Очолював збірну України зі спортивної ходьби.